# Fleta moorei
Fleta moorei är en fjärilsart som beskrevs av Felder 1868-74. Fleta moorei ingår i släktet Fleta och familjen nattflyn. Inga underarter finns listade i Catalogue of Life.